# Sebastião Roque Rabelo Mendes
Sebastião Roque Rabelo Mendes (ur. 9 października 1929 w Itapecerica, zm. 11 marca 2020 w Belo Horizonte) – brazylijski duchowny rzymskokatolicki, w latach 1989–2004 biskup pomocniczy Belo Horizonte.

## Życiorys
Święcenia kapłańskie przyjął 8 grudnia 1954. 5 sierpnia 1985 został prekonizowany biskupem Leopoldina. Sakrę biskupią otrzymał 9 listopada 1985. 10 maja 1989 został mianowany biskupem pomocniczym Belo Horizonte  ze stolicą tytularną Ploaghe. 15 grudnia 2004 przeszedł na emeryturę.